# Sclerurus guatemalensis
Sclerurus guatemalensis е вид птица от семейство Furnariidae.

## Разпространение
Видът е разпространен в Белиз, Гватемала, Еквадор, Колумбия, Коста Рика, Мексико, Никарагуа, Панама и Хондурас.